# سالویوس یولیانوس
سالویوس یولیانوس قانون‌دان رومی بود که در زمان هادریان (امپراتوری‌اش از ۱۱۷ تا ۱۳۸) برآمد. یولیانوس مؤلف یک مجموعهٴ قوانین قضایی موسوم به تصنیف جامع می باشد. این قوانین در ۱۳۱ میلادی به تصویب سنا رسیده بود. مهم‌ترین اثر او موسوم به منتخبات است که در ۹۰ کتاب بوده است.